# كاسر الجوز الكروبري
كاسر الجوز الكروبري (التسمية العلمية: Sitta krueperi) هو نوع من الطيور ينتمي إلى عائلة خازنات البندق. أصله من جنوب شرق أوروبا (روسيا وتركيا الأوروبية، جورجيا، اليونان).

## الوصف

### أنواع مشابهة

الأنواع الشبيهه بكاسر الجوز الكروبري
كاسر الجوز الصيني (S. villosa)
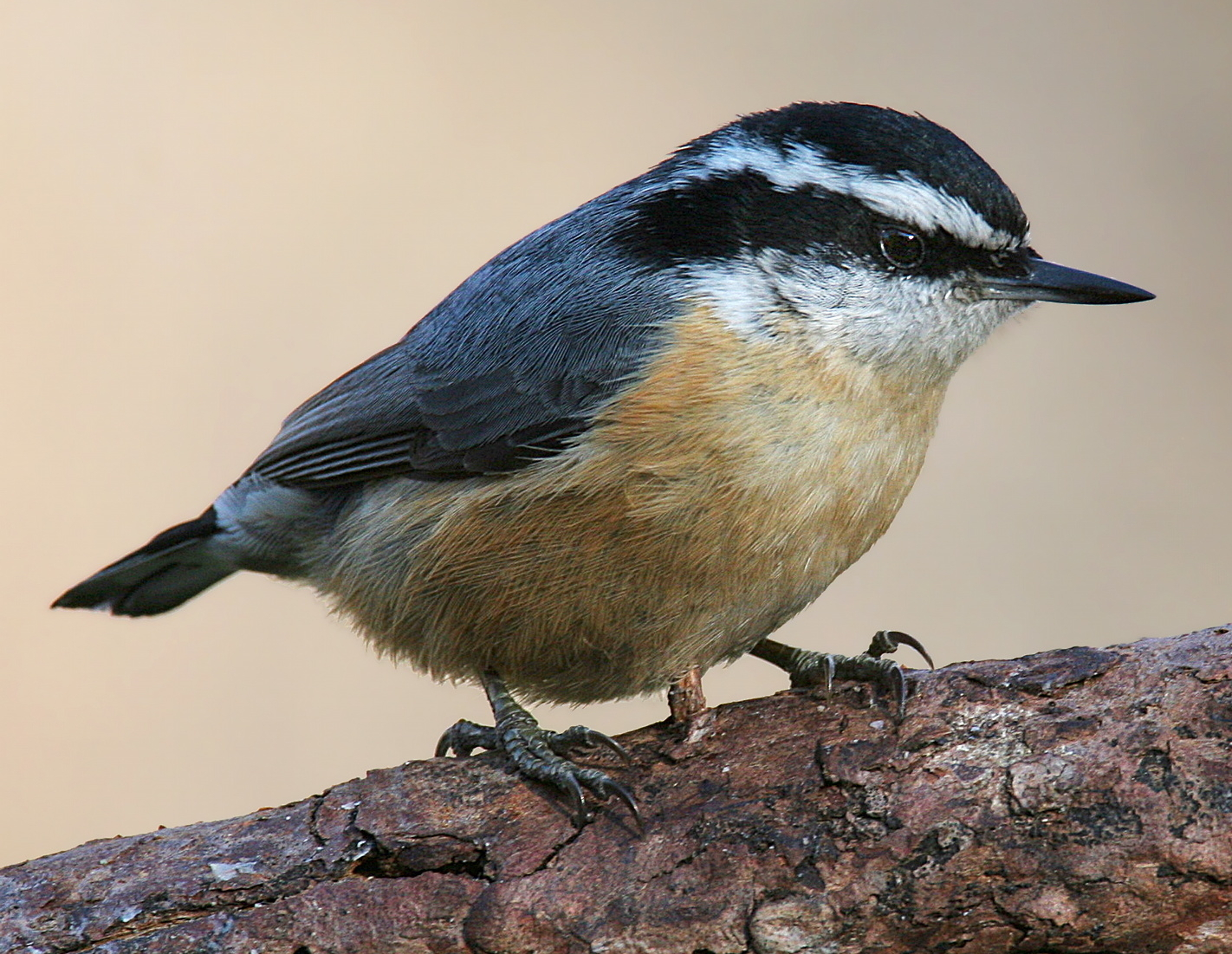
كاسر الجوز أحمر الصدر (S. canadensis)
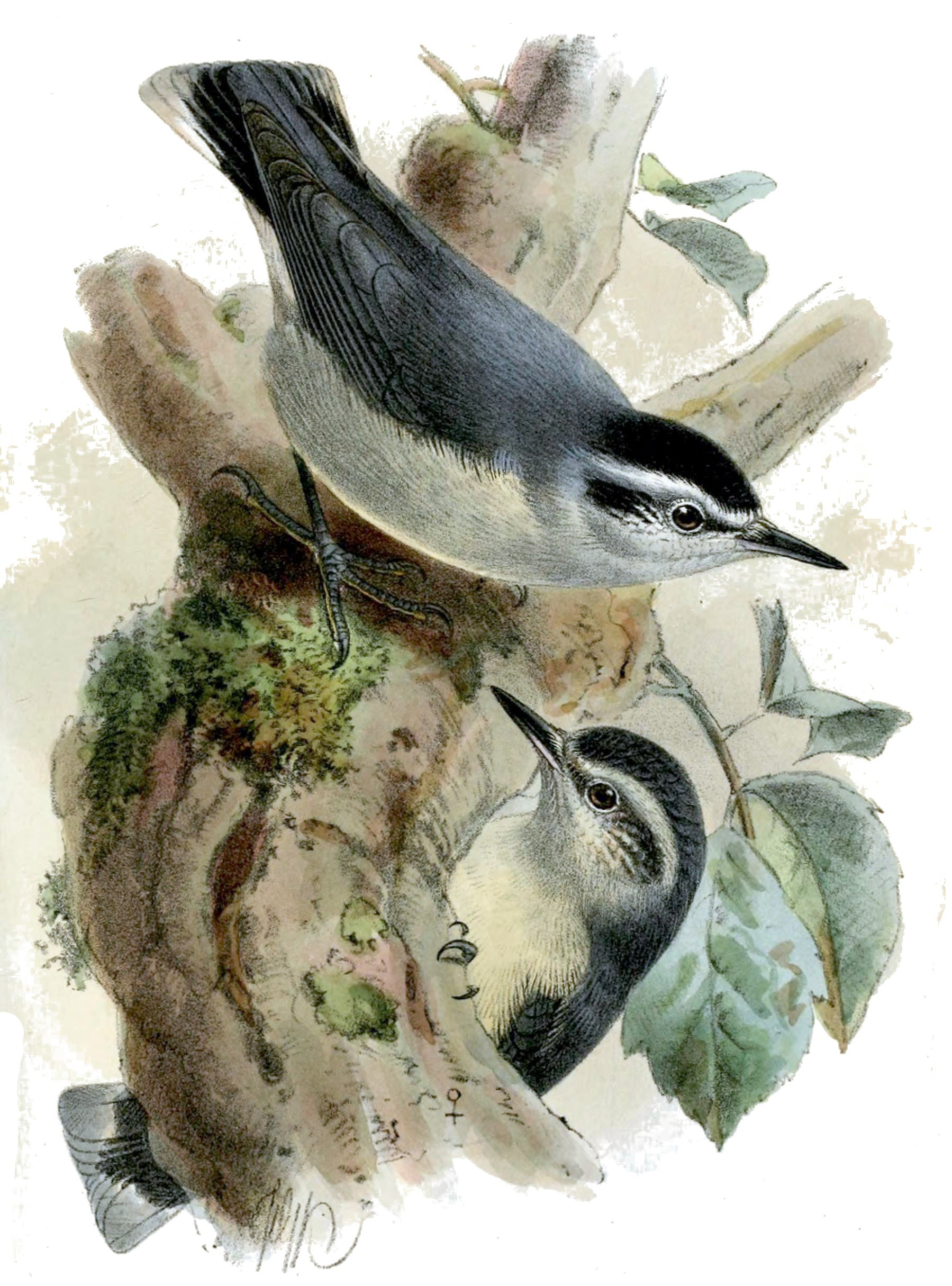
كاسر الجوز الكورسيكي (Sitta krueperi)
كاسر الجوز القبائلي (SittaLedanti.svg)